# Tarenna borneensis
Tarenna borneensis är en måreväxtart som beskrevs av Theodoric Valeton. Tarenna borneensis ingår i släktet Tarenna och familjen måreväxter. Inga underarter finns listade i Catalogue of Life.